# Bailando por un sueño (México)
Bailando por un sueño es un programa televisivo mexicano que se ha transmitido por el canal Las Estrellas, de Televisa los domingos por la noche; y su formato consiste en reunir parejas de baile formadas por una celebridad y una persona desconocida que competía por alcanzar su «sueño». La selección de los concursantes se da por medio de un casting. Cada semana se elimina una pareja a través de las votaciones telefónicas del público y la que quedaba al final resultaba ganadora.

## Historia y concepto
Bailando por un sueño es un programa televisivo de concursos que se transmitió por primera vez en México el 14 de agosto de 2005. Fue creado y producido por Rubén Galindo y Santiago Galindo, y la conducción estuvo a cargo de Adal Ramones y Liza Echeverría. El programa se transmite los domingos por la noche por XEW-TV Canal 2, que también es conocido como «El Canal de las Estrellas» o simplemente «Las Estrellas», y es propiedad de la cadena mexicana Televisa. Debido a su éxito, varios países compraron los derechos para realizar sus versiones de este reality.
Este proyecto se basó en Strictly Come Dancing, un programa que originalmente fue trasmitido por la British Broadcasting Corporation de Londres, Inglaterra, que fue distribuido internacionalmente con el nombre de Dancing with the Stars y que en todos los países donde se transmitió alcanzó los mayores niveles de audiencia. En 2005, la empresa Televisa compró los derechos para desarrollar su propia versión adaptada del programa.

### Formato
Bailando por un sueño consiste en reunir como pareja de baile a una personalidad del mundo del espectáculo y a un competidor desconocido. La persona desconocida era llamada «soñador» y competía porque al alcanzar el triunfo se le concedía hacer realidad su «sueño». Los concursantes se seleccionaron por medio de un casting nacional y contaban con la asesoría de coreógrafos expertos, que se encargaban de montar los números bailables que se presentarían en cada emisión. Cada domingo presentaban las coreografías y estas eran calificadas por parte del jurado y por llamadas telefónicas del público, eliminando en cada emisión a la pareja de concursantes que obtenía la menor calificación, hasta que la pareja que quedaba al final resultaba ganadora.
La empresa televisora anunció también que el dinero que se obtuvo por medio de las llamadas telefónicas y los mensajes de texto realizados por la audiencia se dirigió a donaciones para trasplantes de órganos por medio de su fundación.

### Jurado
El jurado, que cada semana calificaba el desempeño y montaje de la pareja de competidores, estuvo integrado por expertos bailarines y coreógrafos, como Emma Pulido, profesora de danza y coreógrafa; Félix Greco, coreógrafo; Edith González, actriz y bailarina; y Roberto Mitsuko, bailarín.
Emma Pulido, quien fue coreógrafa de Televisa durante la década de 1970 y primera bailarina del Ballet Folklórico de México, lidereado por Amalia Hernández, a raíz de las transmisiones del programa fue denominada «la Juez de Hierro», por el talante de sus críticas a los concursantes. Mientras que Félix Greco y Roberto Mitsuko llegaron a la prensa por crear polémica entre ellos, cuestionando su trayectoria y habilidades profesionales.

## Primera edición
La primera edición se transmitió del 14 de agosto al 25 de septiembre de 2005 y fue presentada por Adal Ramones y Liza Echeverría. 
Se eligieron a 8 parejas: Patricia Navidad acompañó a Víctor Hugo Rivera, Adrián Uribe a Betzy Zamorano, Carlos Bonavides a Athalía Jiménez, Cinthya Klitbo a Fernando Rodríguez, María Rojo a Carlos Leonardo Pastrana, Latin Lover a Mariana Vallejo, Ana Layevska a Juan Muñiz y René Casados a Indira Domínguez. La pareja que resultó triunfadora fue la conformada por el luchador Latin Lover y Mariana Vallejo. Ambos concursantes obtuvieron como premio 100 000 pesos mexicanos. Mariana obtuvo también una bicicleta de montaña, un viaje a los Estados Unidos y una beca para estudiar danza en Nueva York, además de hacer realidad su sueño, que era proporcionarle a su hermano la prótesis que necesitaba para una de sus extremidades inferiores.

### Participantes y expulsados de cada semana
| Famoso           | Ocupación                            | Soñador            | Puesto alcanzado           |
| ---------------- | ------------------------------------ | ------------------ | -------------------------- |
| Latin Lover      | Luchador profesional                 | Mariana Vallejo    | Ganadores                  |
| Adrián Uribe     | Actor / Comediante                   | Bethzy Zamorano    | 1.ros Finalistas           |
| Ana Layevska     | Actriz                               | Juan Muñiz         | Tercer Puesto              |
| Patricia Navidad | Actriz / Conductora de TV / Cantante | Víctor Hugo Rivera | Eliminados en la 6.ª. Gala |
| Carlos Bonavides | Actor / Comediante                   | Athalia Gímenez    | Eliminados en la 5.ª. Gala |
| Cynthia Klitbo   | Actriz                               | Fernando Rodríguez | Eliminados en la 4.ª. Gala |
| María Rojo       | Actriz / Diputada                    | Carlos Pastrana    | Eliminados en la 3.ª. Gala |
| René Casados     | Actor / Conductor de TV              | Indira Domínguez   | Eliminados en la 2.ª. Gala |

## Segunda edición
La segunda edición se transmitió del 2 de octubre al 27 de noviembre de 2005 y fue presentada por Adal Ramones y Liza Echeverría. 
Se eligieron a 10 parejas, Imanol Landeta acompañó a Cinthia Guadalupe Mercado, Pilar Montenegro a Alfredo David Ramírez Rangel, Jorge el Travieso Arce a Verónica Carrillo, Sylvia Pasquel a Óscar Ramírez, Gabriel Soto a Silvia Pamela de Veracruz, Alessandra Rosaldo a Gerardo Israel Aquino Gómez, Enrique el Perro Bermúdez a Yesenia Hernández Hernández, Adriana Fonseca a Luis David de los Ángeles, Sergio Mayer a Jennifer Patricia Barcelata y Galilea Montijo a Miguel Ángel Barragán. La pareja que resultó ganadora fue la conformada por Alessandra Rosaldo e Israel Aquino. Alessandra recibió como premio un collar y un par de aretes de diamantes, a la vez que Israel recibió 75 000 pesos y la realización de su sueño, una cirugía para que su abuela pudiera recuperar la vista.

### Participantes y expulsados de cada semana
| Famoso                      | Ocupación                     | Soñador              | Puesto alcanzado           |
| --------------------------- | ----------------------------- | -------------------- | -------------------------- |
| Alessandra Rosaldo          | Actriz / Cantante / Bailarina | Israel Aquino        | Primer Puesto              |
| Imanol Landeta              | Cantante / Actor              | Cinthya Díaz         | Segundo Puesto             |
| Adriana Fonseca             | Actriz / Modelo               | Luis Colorado        | Tercer Puesto              |
| Galilea Montijo             | Actriz / Conductora de TV     | Miguel Ángel Monfort | Eliminados en la 8.ª. Gala |
| Gabriel Soto                | Actor / Modelo                | Pamela Marrun        | Eliminados en la 7.ª. Gala |
| Sylvia Pasquel              | Actriz                        | Óscar Ramírez        | Eliminados en la 6.ª. Gala |
| Pilar Montenegro            | Actriz / Cantante             | Alfredo Ramírez      | Eliminados en la 5.ª. Gala |
| Enrique "El Perro" Bermúdez | Comentarista deportivo        | Yesenia Hernández    | Eliminados en la 4.ª. Gala |
| Jorge "El Travieso" Arce    | Boxeador                      | Verónica Carrillo    | Eliminados en la 3.ª. Gala |
| Sergio Mayer                | Actor / Modelo                | Jennifer Barcelata   | Eliminados en la 2.ª. Gala |

## Tercera edición
La tercera edición se transmitió del 27 de abril al 6 de julio de 2014 y fue presentada principalmente por Adrián Uribe y Livia Brito. Adrián Uribe tuvo que ausentarse por 3 semanas para viajar a Brasil para participar como comediante en la cobertura del Mundial junto con el equipo de Televisa Deportes, por lo que Latin Lover lo reemplazó durante ese tiempo. El jurado de baile estuvo conformado por Bianca Marroquín, Fey, Carlos Baute y Roberto Mitsuko. Para esta edición se contó también con un jurado de vestuario e imagen conformado por Mitzy y Raquel Bessudo. El elenco de 12 celebridades fue revelado a través de la programación del Canal 2 de Televisa, además de la página oficial.
Se eligieron a 12 parejas, María León acompañó a Adrián Arellano, Vanessa Huppenkothen, Ximena Córdoba y Karenka Juantorena a Jorge Cerritos, Irán Castillo a Telésforo Martínez, Fernando Allende a Aketzaly Sorroza, Lenny de la rosa a Charlene Arian, Karenka Juantorena a Erick Navarrete, Óscar Schwebel a Anel Verdalet, Héctor Sandarti a Karina Porciano, Zuleyka Rivera a Miguel Ángel Morales, Odalys Ramírez a Erick Vega, Raúl Magaña a Danya Morales, Eleazar Gómez a Lorena Andrade. La cantante María León se convirtió en la triunfadora de esta edición junto a su bailarín Adrían Arellano gracias a la excelencia que brindaron en toda la competencia, ambos lucharon por el sueño de abrir una academia de baile en honor a su abuelo. Karenka Juantorena suplente de Vanessa Huppenkothen junto a Jorge Cerritos lograron el segundo lugar, Irán Castillo junto a Telésforo Martínez se llevaron el tercer lugar, recibiendo 250,000 pesos mexicanos gracias a un duelo que realizaron con el segundo lugar donde salieron victoriosos.

### Participantes y expulsados de cada semana
| Famoso                 | Ocupación                              | Soñador              | Puesto alcanzado            |
| ---------------------- | -------------------------------------- | -------------------- | --------------------------- |
| María León             | Cantante / Bailarina / Actriz          | Adrián Arellano      | Primer Puesto               |
| Karenka                | Actriz / Cantante / Bailarina          | Jorge Cerritos       | Segundo Puesto              |
| Irán Castillo          | Cantante / Actriz                      | Telésforo Martínez   | Tercer Puesto               |
| Fernando Allende       | Actor                                  | Aketzaly Sorroza     | Eliminados en la 10.ª. Gala |
| Lenny de la Rosa       | Actor / Cantante / Bailarín / Modelo   | Charlene Arian       | Eliminados en la 9.ª. Gala  |
| Ximena Córdoba         | Modelo / Actriz / Conductora de TV     | Jorge Cerritos       | Abandonó en la 8.ª. Gala    |
| Karenka                | Actriz / Cantante / Bailarina          | Erick Navarrete      | Eliminados en la 8.ª. Gala  |
| / Vanessa Huppenkothen | Conductora de TV / Periodista / Modelo | Jorge Cerritos       | Abandonó en la 7.ª. Gala    |
| Óscar Schwebel         | Cantante                               | Anel Verdalet        | Eliminados en la 7.ª. Gala  |
| Héctor Sandarti        | Conductor de TV / Actor / Comediante   | Karina Ponciano      | Eliminados en la 6.ª. Gala  |
| Zuleyka Rivera         | Modelo / Actriz / Empresaria           | Miguel Ángel Morales | Eliminados en la 5.ª. Gala  |
| Odalys Ramírez         | Actriz / Modelo / Conductora de TV     | Erick Vega           | Eliminados en la 4.ª. Gala  |
| Raúl Magaña            | Actor / Modelo / Conductor de TV       | Danya Morales        | Eliminados en la 3.ª. Gala  |
| Eleazar Gómez          | Cantante / Actor                       | Lorena Andrade       | Eliminados en la 2.ª. Gala  |

Notas
1. ↑  En la primera gala, los famosos tuvieron la opción de bailar con dos soñadores (sin conocer su sueño), para después elegir a uno, el cual será su pareja para la competencia, excepto por Karenka, que fue la elegida por el soñador Erick Navarrete, luego de un duelo entre ella, Techy Agüero, Olivia Collins y Sissi Fleitas.
2. ↑  Ximena Córdoba abandonó la competencia debido a una lesión, en su lugar los jueces y los participantes eligieron que reingresé nuevamente Karenka.
3. ↑  Vanessa Huppenkothen tuvo que retirarse de la competencia por compromisos con Televisa y el Mundial de Fútbol en Brasil, En su lugar ingresa Ximena Córdoba.

## Cuarta edición
La cuarta edición se transmite desde el 10 de septiembre de 2017 y es conducido por Javier Poza y Bárbara Islas. El jurado está conformado por las cantantes María León y María José; el bailarín, acróbata y productor de teatro argentino Flavio Mendoza y el grupo cubano de salsa urbana Gente de Zona. Por otra parte, los jueces reemplazantes fueron Roberto Mitsuko y Lola Cortés. 
Se eligieron a 9 parejas: Adrián Di Monte acompañará a Montserrat Yescas, Begoña Narváez a Daniel Cólon, Carlos Sarabia a Jimena Villegas, Danilo Carrera a Pamela Aquino, Francisco Gattorno a Michelle Quiles, Jolette Navarrete a Adrián Cavero, Nora Salinas a Rafael Arroyo, Sergio Goyri a Melissa Méndez, y Tanya Vázquez a Reyes García. Por motivos personales, Danilo Carrera decidió abandonar la competencia en la Gala 2, por lo que Ferdinando Valencia tomó su lugar. Para la Gala 3, la producción del concurso decidió dar una nueva oportunidad a Ferdinando Valencia y a Michelle Quiles, reintegrándolos así a la competencia.

### Participantes y expulsados de cada semana
| Famoso              | Ocupación                        | Soñador           | Puesto alcanzado                        |
| ------------------- | -------------------------------- | ----------------- | --------------------------------------- |
| Adrián Di Monte     | Actor / Cantante / Modelo        | Montserrat Yescas | Primer Puesto                           |
| Carlos Sarabia      | Cantante                         | Jimena Villegas   | Segundo Puesto                          |
| Begoña Narváez      | Actriz / Modelo                  | Daniel Cólon      | Tercer Puesto                           |
| Ferdinando Valencia | Actor / Modelo                   | Michelle Quiles   | Cuarto Puesto                           |
| Tanya Vázquez       | Actriz                           | Reyes García      | Quinto Puesto                           |
| Sergio Goyri        | Actor                            | Melissa Méndez    | Eliminados en la 4.ª. Gala (2.ª. Ronda) |
| Nora Salinas        | Actriz                           | Rafael Arroyo     | Eliminados en la 4.ª. Gala (1.ª. Ronda) |
| Ferdinando Valencia | Actor / Modelo                   | Pamela Aquino     | Eliminados en la 2.ª. Gala              |
| Danilo Carrera      | Actor / Modelo / Conductor de TV | Pamela Aquino     | Abandonó en la 2.ª. Gala                |
| Francisco Gattorno  | Actor                            | Michelle Quiles   | Eliminados en la 1.ª. Gala (2.ª. Ronda) |
| Jolette Navarrete   | Cantante / Conductora de TV      | Adrián Cavero     | Eliminados en la 1.ª. Gala (1.ª. Ronda) |